# Łyzohubiwka
Łyzohubiwka (ukr. Лизогубівка) – wieś na Ukrainie, w obwodzie charkowskim, w rejonie charkowskim, w hromadzie Bezludiwka. W 2001 liczyła 1439 mieszkańców, spośród których 55 wskazało jako ojczysty język ukraiński, 1308 rosyjski, 6 ormiański, 2 inny, a 68 osób się nie zadeklarowało.